# San Martín Athletic Club
El San Martín Athletic Club fue un equipo de fútbol argentino de San Martín, provincia de Buenos Aires, fundado el 2 de julio de 1899. Participó en los campeonatos de Primera División entre 1906 y 1908. Se disolvió en 1910.

## Historia
Fundado en julio de 1899 en San Martín, provincia de Buenos Aires, San Martín Athletic fue el primer equipo que referenció al libertador de América, José de San Martín. Se afilió a la Asociación del Fútbol Argentino (en ese momento denominada The Argentine Association Football League) dos años después de su fundación. Comenzó su participación en los torneos oficiales en la segunda división, finalizando en quinta posición (de nueve participantes) con 17 puntos, fruto de siete victorias, tres empates y seis derrotas. En dicho torneo jugaría contra equipos que siguen compitiendo a nivel profesional en la actualidad, como Estudiantes (que, al igual que San Martín Athletic, era nuevo afiliado de la asociación) y Banfield (descendido a tercera división).
Debido al crecimiento del equipo, San Martín Athletic competiría con un equipo extra en 1903, llamado San Martín Athletic II. Debutaría en tercera división terminando en la séptima posición junto a los equipos extra de Estudiantes (sus dos equipos), Barracas Athletic y los equipos principales de Lomas Juniors, América, Maldonado Athletic, entre otros. El equipo extra ascendería a segunda división en 1905, tras ocupar la tercera plaza de la zona "D" junto a equipos como Gimnasia y Esgrima de Buenos Aires, San Isidro III y Porteño III.
En 1903 obtendría la Copa de Competencia Adolfo Bullrich, primera edición del torneo, tras vencer por 1 a 0 a Estudiantes II en la final con gol de I. Leunda. Avanzó a la final gracias a las victorias ante Lomas Juniors, Belgrano Athletic II (empataron a 2 en el primer partido; San Martín ganó por 3 a 1 el desempate) y Alumni II.
El mismo año del ascenso del equipo extra a segunda división, el equipo principal también lograría ascender de categoría, pero a Primera División. Finalizó cuarto en la zona "A" con 6 unidades. Logró el ascenso junto a Argentino de Quilmes, San Isidro y Belgrano Athletic II. Debutó en la máxima categoría el 6 de mayo de 1906, en lo que fue goleada sobre San Isidro por 3 a 0. Fue segundo de su grupo, a 3 puntos del líder Lomas Athletic (quien perdería la final por el campeonato a manos de Alumni).
También en 1906, San Martín sumaría un tercer equipo que jugó durante tres años en la tercera división. Jugó ante Banfield, Estudiantil Porteño (equipos II y III) y Adrogué, entre otros.
El primer equipo jugaría en Primera División hasta 1908, cuando el equipo descendió tras salir último con 3 puntos (logró 5 unidades, pero le fueron descontados dos). Su último campeonato lo jugó en 1909, en la zona "A" de la segunda división junto al futuro ascendido Gimnasia y Esgrima de Buenos Aires. Tras el torneo, el equipo fue disuelto.

## Jugadores
- Julio Minvielle Uhalde. Nacido en Buenos Aires el 15 de noviembre de 1886. Hijo de padres franceses, jugó en San Martín en 1906.

- Herbert R. Brookhouse. Nació en Inglaterra. Jugó al fútbol en San Martín en 1907, y es considerado como el padre del hockey sobre césped en Argentina, al realizar partidos informales desde 1905. Fue campeón en este deporte jugando para San Isidro en 1908.

## Participaciones
| Período 1901-1909 | Período 1901-1909 | Período 1901-1909 | Período 1901-1909    | Período 1901-1909         |
| Temporada         | Campeonato local  | Campeonato local  | Copa                 | Copa                      |
| Temporada         | Torneo            | Ubicación         | Torneo               | Ubicación                 |
| ----------------- | ----------------- | ----------------- | -------------------- | ------------------------- |
| 1901              | Segunda División  | 5.°               | Sin participación    | Sin participación         |
| 1902              | Segunda División  | Desconocido       | Sin participación    | Sin participación         |
| 1903              | Segunda División  | 5.° Zona "A"      | Copa Adolfo Bullrich | Campeón                   |
| 1904              | Segunda División  | 5.° Zona "B"      | Copa Adolfo Bullrich | Primera fase              |
| 1905              | Segunda División  | 4.° Zona "A"      | Copa Adolfo Bullrich | Final                     |
| 1906              | Primera División  | 2.° Zona "A"      | Copa Competencia     | Octavos de final          |
| 1906              | Primera División  | 2.° Zona "A"      | Copa de Honor        | Dieciseisavos de final    |
| 1907              | Primera División  | 10.°              | Copa Jockey Club     | Octavos de final          |
| 1908              | Primera División  | 10.°              | Copa Jockey Club     | Octavos de final          |
| 1908              | Primera División  | 10.°              | Copa de Honor        | Cuartos de final          |
| 1909              | Segunda División  | Desconocido       | Copa Adolfo Bullrich | Participación desconocida |

## Historiales
| Rivales del San Martín Athletic Club | Rivales del San Martín Athletic Club | Rivales del San Martín Athletic Club | Rivales del San Martín Athletic Club | Rivales del San Martín Athletic Club | Rivales del San Martín Athletic Club | Rivales del San Martín Athletic Club | Rivales del San Martín Athletic Club |
| Equipo                               | PJ                                   | PG                                   | PE                                   | PP                                   | Desc.                                | GF                                   | GC                                   |
| ------------------------------------ | ------------------------------------ | ------------------------------------ | ------------------------------------ | ------------------------------------ | ------------------------------------ | ------------------------------------ | ------------------------------------ |
| Estudiantes                          | 13                                   | 2                                    | 2                                    | 5                                    | 4                                    | 9                                    | 8                                    |
| Porteño                              | 10                                   | 1                                    | 1                                    | 4                                    | 4                                    | 7                                    | 7                                    |
| Barracas Athletic                    | 8                                    | 3                                    | 2                                    | 1                                    | 2                                    | 3                                    | 10                                   |
| Belgrano Athletic II                 | 8                                    | 2                                    | 1                                    | 3                                    | 2                                    | 7                                    | 10                                   |
| San Isidro                           | 8                                    | 2                                    | 0                                    | 6                                    | 0                                    | 7                                    | 19                                   |
| Argentino de Quilmes                 | 8                                    | 0                                    | 1                                    | 7                                    | 0                                    | 8                                    | 23                                   |
| Reformer                             | 7                                    | 3                                    | 0                                    | 4                                    | 0                                    | 13                                   | 8                                    |
| Lomas Athletic                       | 6                                    | 3                                    | 1                                    | 2                                    | 0                                    | 12                                   | 9                                    |
| Alumni II                            | 5                                    | 1                                    | 0                                    | 0                                    | 4                                    | 1                                    | 0                                    |
| Estudiantes II                       | 5                                    | 1                                    | 3                                    | 1                                    | 0                                    | 4                                    | 2                                    |
| Belgrano Athletic III                | 5                                    | 0                                    | 0                                    | 3                                    | 2                                    | 1                                    | 9                                    |
| Alumni                               | 5                                    | 0                                    | 0                                    | 5                                    | 0                                    | 4                                    | 23                                   |
| Banfield                             | 4                                    | 0                                    | 1                                    | 3                                    | 0                                    | 3                                    | 13                                   |
| Quilmes                              | 4                                    | 0                                    | 0                                    | 4                                    | 0                                    | 3                                    | 18                                   |
| Belgrano Athletic                    | 4                                    | 0                                    | 0                                    | 4                                    | 0                                    | 6                                    | 23                                   |
| Barracas Athletic II                 | 3                                    | 0                                    | 0                                    | 3                                    | 0                                    | 0                                    | 4                                    |
| Instituto Americano                  | 2                                    | 2                                    | 0                                    | 0                                    | 0                                    | 3                                    | 1                                    |
| Belgrano Extra                       | 2                                    | 0                                    | 1                                    | 1                                    | 0                                    | 2                                    | 7                                    |
| Lomas Athletic II                    | 2                                    | 0                                    | 0                                    | 0                                    | 2                                    | 0                                    | 0                                    |
| Colón Athletic                       | 2                                    | 0                                    | 0                                    | 0                                    | 2                                    | 0                                    | 0                                    |
| Argentino de Lomas                   | 2                                    | 0                                    | 0                                    | 0                                    | 2                                    | 0                                    | 0                                    |
| Ferro Carril Pacífico                | 2                                    | 0                                    | 0                                    | 0                                    | 2                                    | 0                                    | 0                                    |
| Tigre Juniors                        | 2                                    | 0                                    | 0                                    | 0                                    | 2                                    | 0                                    | 0                                    |
| Gimnasia y Esgrima (BA)              | 2                                    | 0                                    | 0                                    | 0                                    | 2                                    | 0                                    | 0                                    |
| Bernal                               | 2                                    | 0                                    | 0                                    | 0                                    | 2                                    | 0                                    | 0                                    |
| Estudiantes (LP)                     | 2                                    | 0                                    | 0                                    | 0                                    | 2                                    | 0                                    | 0                                    |
| San Fernando II                      | 2                                    | 0                                    | 0                                    | 0                                    | 2                                    | 0                                    | 0                                    |
| Southern Rangers                     | 2                                    | 0                                    | 0                                    | 0                                    | 2                                    | 0                                    | 0                                    |
| Sportsman                            | 2                                    | 0                                    | 0                                    | 0                                    | 2                                    | 0                                    | 0                                    |
| Colegio Militar                      | 1                                    | 1                                    | 0                                    | 0                                    | 0                                    | 4                                    | 0                                    |
| Lomas Juniors                        | 1                                    | 1                                    | 0                                    | 0                                    | 0                                    | 0                                    | 0                                    |
| Newell's Old Boys                    | 1                                    | 0                                    | 0                                    | 1                                    | 0                                    | 0                                    | 0                                    |
| Rosario Central                      | 1                                    | 0                                    | 0                                    | 1                                    | 0                                    | 0                                    | 2                                    |

## Palmarés
| Copas nacionales                          | Copas nacionales | Copas nacionales | Copas nacionales |
| Competición                               | Títulos          | Subcampeonatos   |                  |
| ----------------------------------------- | ---------------- | ---------------- | ---------------- |
| Copa de Competencia Adolfo Bullrich (1/1) | 1903.            | 1905.            |                  |